# André-Joseph Léonard

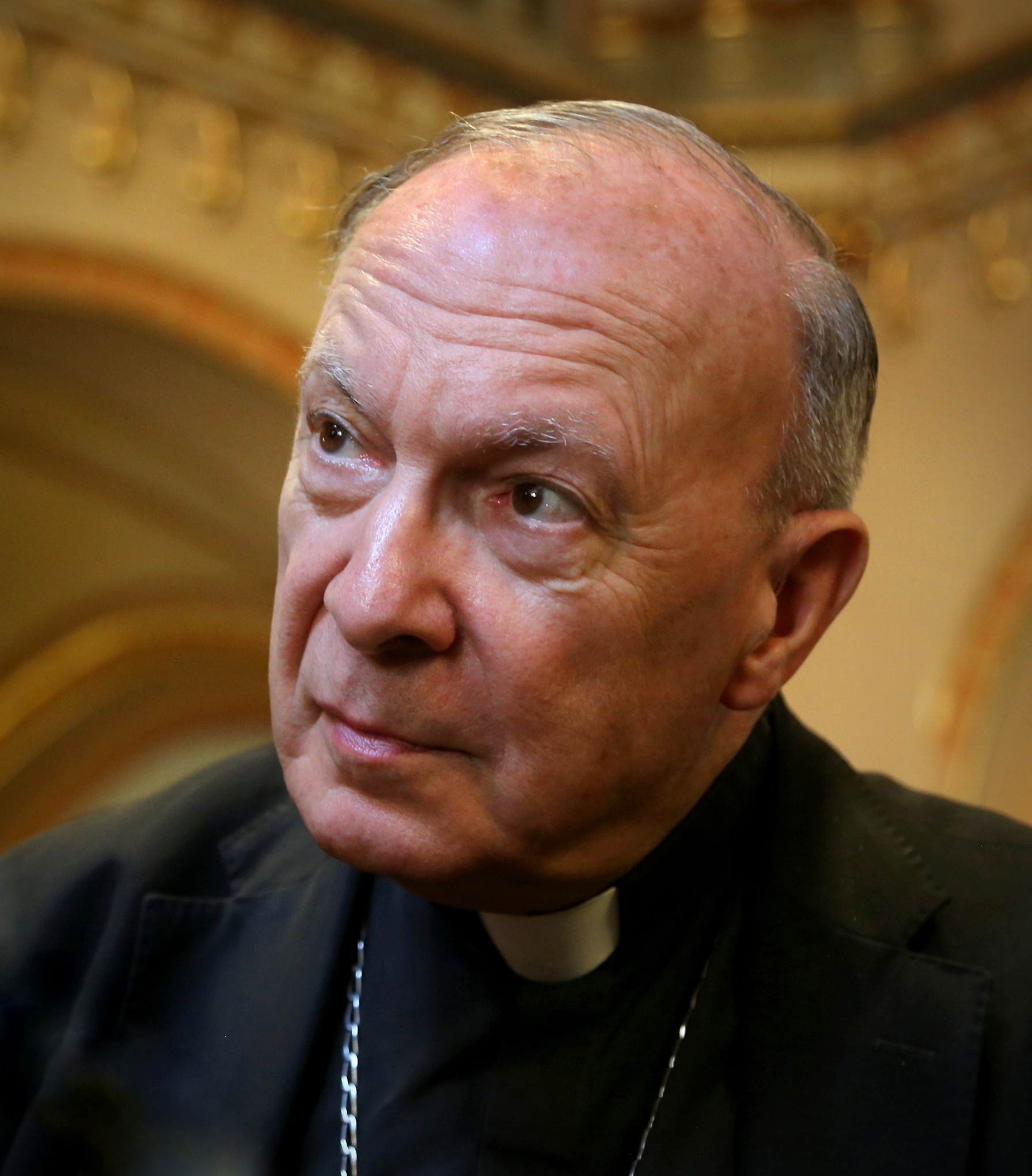
André-Joseph Léonard, 2015

André-Joseph Léonard (Jambes, Dél-Belgium, 1940. május 6 – ) belga püspök, Mechelen-brüsszeli érsek.

## Életpályája
1964-ben Namurban szentelték pappá, majd 1968-ban Leuvenben filozófiai oklevelet szerzett.
II. János Pál pápa 1991-ben namuri püspökké nevezte ki.
XVI. Benedek pápa 2010-ben kinevezte Mechelen-Brüsszeli érsekké, majd belga tábori püspökké is. 2015. november 6-án le kellett mondania püspöki hivatalairól és nyugállományba helyezkednie szexuális visszaélések miatt.

## Díjak, elismerések
- Stephanus-díj, 2015